# Sarracenia moorei
Sarracenia moorei är en flugtrumpetväxtart som beskrevs av Maxwell Tylden Masters. Sarracenia moorei ingår i släktet flugtrumpeter, och familjen flugtrumpetväxter. Inga underarter finns listade i Catalogue of Life.